# Distretti del Galles
Nel 1974 il Galles fu diviso di nuovo per scopi di amministrazione locale in 37 distretti. Ogni contea amministrativa (vedi Contee preservate del Galles) era composta da alcuni distretti. Dal 1996 i distretti sono confluiti nelle aree principali.
Per i distretti prima del 1974, vedi Distretti urbani e rurali del Galles nel 1973.